# Zinsel du Sud
La Zinsel du Sud (prononcé [Tsinsəl dy syd]) est une rivière qui coule en Moselle ainsi qu'en Alsace du Nord dans le Bas-Rhin. C'est un affluent de la Zorn et donc un sous-affluent du Rhin.

## Géographie
La rivière prend sa source en territoire mosellan, à Wintersbourg. Elle traverse ensuite les communes de Zilling, Vescheim, Berling, Hangviller, Schœnbourg, Eschbourg, Graufthal,  Eckartswiller, Neuwiller-lès-Saverne, Saint-Jean-Saverne, Ernolsheim-lès-Saverne, Dossenheim-sur-Zinsel et Hattmatt avant de se jeter dans la Zorn à Steinbourg.

## Affluents
- Ruisseau le Kuhbach
- Ruisseau de Bust
- Ruisseau le Fohnbach
- Ruisseau le Rehbach
- Ruisseau le Niederbachel
- Ruisseau le Nesselbach
- Ruisseau le Fallbaechel
- Ruisseau le Fischbach
- Ruisseau le Rossbachel
- Ruisseau le Maibaechel
- Ruisseau le Griesbaechel
- Ruisseau le Wullbach